# Gerd Kempermann
Gerd Kempermann (* 27. November 1965 in Köln) ist ein deutscher Neurowissenschaftler mit dem Schwerpunkt Adulte Neurogenese und neurodegenerative Erkrankungen. Er ist seit 2007 Professor für Regenerationsgenomik am Center for Regenerative Therapies Dresden und der TU Dresden und seit 2009 Gruppenleiter und Standortssprecher am Deutschen Zentrum für Neurodegenerative Erkrankungen (DZNE) Dresden. Im Rahmen seiner Tätigkeit hat er drei Bücher veröffentlicht. Er lebt mit seiner Familie in Dresden.

## Vita
Gerd Kempermann studierte Humanbiologie zwischen 1985 und 1993 an der Universität Köln und der Albert-Ludwigs-Universität Freiburg. 1993 wurde er zum Doktor der Medizin promoviert, ebenfalls an der Albert-Ludwigs-Universität Freiburg. Zwischen 1995 und 1998 war er Postdoc am Salk Institute, La Jolla, USA unter Fred H. Gage. Von 2000 bis 2007 war er Gruppenleiter für „Neuronal Stem Cells“ am Max-Delbrück-Centrum für Molekulare Medizin in der Helmholtz-Gemeinschaft (MDC), sowie in der Abteilung für Experimentelle Neurologie, Charité – Universitätsmedizin Berlin.
Er habilitierte sich 2001 an der Humboldt-Universität zu Berlin. Seit 2004 ist er Teil der Faculty International Max Planck Research School LIFE. Seit 2007 ist er Professor für „Regenerationsgenomik“ am CRTD, einem Forschungszentrum der TU Dresden. Außerdem ist er seit 2009 Sprecher des Standortes Dresden des DZNE (Deutsches Zentrum für Neurodegenerative Erkrankungen). Er lebt mit seiner Familie in Dresden.

## Auszeichnungen und verliehene Mitgliedschaften
- Seit 2022 Mitglied: Nationale Akademie der Wissenschaften Leopoldina[2]
- 2011: Medical Book Award, British Medical Association, UK[4]
- 2008: GlaxoSmithKline Neural Stem Cell FENS Research Award 2008, Federation of European Neuroscience Societies (FENS), Brüssel, Belgien[5]
- 1999: Heinz Maier-Leibnitz-Preis, DFG[6]

## Bücher
| Titel                          | Erscheinungsjahr | Auflage | ISBN              | Kommentar                    | Einzelnachweise |
| ------------------------------ | ---------------- | ------- | ----------------- | ---------------------------- | --------------- |
| Adult Neurogenesis             | 2011             | 2.      | 9780199729692     | Internationales Standardwerk | [ 7 ]           |
| Die Revolution im Kopf         | 2016             | 1.      | 978-3-426-44186-2 |                              | [ 8 ]           |
| Neue Zellen braucht der Mensch | 2007             | 1.      | 978-3-492-05179-8 |                              | [ 9 ]           |